# Ornithocephalus powellii
Ornithocephalus powellii är en orkidéart som beskrevs av Rudolf Schlechter. Ornithocephalus powellii ingår i släktet Ornithocephalus och familjen orkidéer. Inga underarter finns listade i Catalogue of Life.